# サッカーレバノン代表
サッカーレバノン代表（サッカーレバノンだいひょう）は、レバノンサッカー連盟（FLFA）によって構成される、レバノンのサッカーのナショナルチームである。

## 歴史
AFCアジアカップ2000に開催国として初出場したが、2分1敗でグループリーグ敗退だった。
2014年ブラジルW杯・アジア3次予選では、2011年11月15日に過去一度も勝ったことがない韓国をホームで2-1と降す殊勲を遂げ、最後はグループ2位で最終予選進出を果たした。その最終予選ではホームでイランに1-0で勝利するなど健闘を見せたが、2013年6月4日、ホームで韓国に引き分け、4次予選敗退が決まった。最終的には1勝2分5敗の勝ち点5でグループ最下位だった。
2015年アジアカップオーストラリア大会予選では、グループ3位となり、各組グループ3位の中で最上位となれば出場権獲得となったが、中国に勝点で並ぶも得失点差でわずかに1及ばず予選敗退となった。
2019年UAE大会の3次予選では着実に勝ち点を積み上げ、2017年11月14日、アウェーで香港に1-0と勝利しグループ首位で5大会ぶり2度目のアジアカップ出場を決めた。本大会ではグループリーグ3戦目の北朝鮮戦で4-1と初勝利を収めて、1勝2敗のグループ3位につけたが、反則ポイントでベトナムに及ばず決勝トーナメント進出を逃した。
2022年カタールW杯予選で2大会ぶりにアジア最終予選に駒を進めたが、1勝3分6敗の最下位で予選敗退。2大会連続出場となったAFCアジアカップ2023では、最終戦のタジキスタン戦に勝てば初のベスト16入りが決まる状況となったが、逆転負けを喫して敗退した。

## ホームスタジアム
3つのスタジアムがホームスタジアムとなっている。
- カミール・シャムーン・スポーツ・シティ・スタジアム (ベイルート) 収容人数：54,000人
- サイダ市営スタジアム (サイダ) 収容人数：22,600人
- トリポリ国際オリンピックスタジアム (トリポリ)

## 成績

### FIFAワールドカップ
- 1934年 - 不参加
- 1938年 - 不参加
- 1950年 - 不参加
- 1954年 - 不参加
- 1958年 - 不参加
- 1962年 - 不参加
- 1966年 - 不参加
- 1970年 - 不参加
- 1974年 - 不参加
- 1978年 - 不参加
- 1982年 - 不参加
- 1986年 - 棄権
- 1990年 - 不参加
- 1994年 - 予選敗退
- 1998年 - 予選敗退
- 2002年 - 予選敗退
- 2006年 - 予選敗退
- 2010年 - 予選敗退
- 2014年 - 予選敗退
- 2018年 - 予選敗退
- 2022年 - 予選敗退

### AFCアジアカップ
- 1956年 - 不参加
- 1960年 - 不参加
- 1964年 - 不参加
- 1968年 - 不参加
- 1972年 - 予選敗退
- 1976年 - 棄権
- 1980年 - 予選敗退
- 1984年 - 不参加
- 1988年 - 不参加
- 1992年 - 不参加
- 1996年 - 予選敗退
- 2000年 - グループリーグ敗退
- 2004年 - 予選敗退
- 2007年 - 棄権
- 2011年 - 予選敗退
- 2015年 - 予選敗退
- 2019年 - グループリーグ敗退
- 2023年 - グループリーグ敗退

### 西アジアサッカー選手権
- 2000年 - グループリーグ敗退
- 2002年 - グループリーグ敗退
- 2004年 - グループリーグ敗退
- 2007年 - グループリーグ敗退
- 2008年 - 不参加
- 2010年 - 不参加
- 2012年 - グループリーグ敗退
- 2014年 - グループリーグ敗退
- 2019年 - グループリーグ敗退
- 2023年 - 出場予定

## 歴代監督
- テオ・ベッカー（英語版） 2001, 2011-2013
- ジュゼッペ・ジャンニーニ 2013-2015
- ミオドラグ・ラドゥロヴィッチ（英語版） 2015-2019
- イワン・ハシェック 2021-2022
- アレクサンダル・イリッチ 2022-

## 歴代選手
- ユセフ・モハマド
- アレクサンダー＝ミシェル・メルキ
- フェリックス＝ミシェル・メルキ
- ジョアン・オマリ
- ロダー・アンタル
- ヒラル・エル＝ヘルウェ
- バッセル・ジラディ
- モハマド・ガダル